# Una pizca de muerte
Una pizca de muerte es una recopilación de relatos cortos de la serie The Southern Vampire Mysteries de Charlaine Harris. Fue publicada originalmente el 6 de octubre de 2009 en Estados Unidos y en enero de 2011 en España. Contiene cinco relatos cortos que fueron publicados originalmente en otros libros recopilatorios de historias de fantasía.

## Relatos
- “Polvo de hada” publicado originalmente en Powers of Detection (octubre de 2004)[1]
- “La Noche de Drácula” publicado originalmente en Many Bloody Returns (septiembre de 2007)[2]
- “Respuestas monosilábicas” publicado originalmente en Bite (diciembre de 2004)[3]
- “Afortunadas” publicado originalmente en Unusual Suspects (diciembre de 2008)[4]
- “Papel de regalo” publicado originalmente en Wolfsbane and Mistletoe (octubre de 2008)[5]

### Polvo de hada
Polvo de hada es un relato corto y una extensión a The Southern Vampire Mysteries. Publicado originalmente en Powers of Detection, introduce a otro de los primos de Sookie, Claude, y a la difunta tercera trilliza Claudette. Claude y Claudine se convierten en personajes recurrentes en libros posteriores de la serie.
Sinopsis
En Polvo de hada, Sookie está trabajando en el bar Merlotte cuando Claudine el hada llega para pedirle a Sookie que lea las mentes de algunos invitados humanos de su hermano Claude, que también es un hada. Después, en la casa de Claude y Claudine en Monroe, encuentra a tres personas atadas. Todos los implicados están asociados con Hooligans, un establecimiento de baile exótico. Claude, que es bailarín allí, le cuenta a Sookie que creen que uno de esos tres ha asesinado a su trilliza Claudette mientras ella trabajaba en el club esa misma noche. Claude explica que Claudette se les apareció en forma espiritual para contarles su muerte. Usando su telepatía, Sookie entrevista a los sospechosos para descubrir al culpable.
Personajes
Personajes principales
- Sookie Stackhouse: Humana, telépata y camarera de un bar local.
- Bill Compton: Vampiro y exnovio de Sookie.

Personajes no recurrentes
- Ben Simpson: Hombre rubio que trabaja en Hooligans como bailarín exótico. Explica que su nombre artística es Barry Barber y que disfruta afeitando a los clientes (Barber siendo barbero en inglés). Tuvo una relación con Claudette pero está enfadado con ella porque le dijo que era inadecuado en la cama.
- Rita Child: Actual dueña de Hooligans. No le gustaba Claudette.
- Jeff Pocket: Portero de Hooligans. Antiguo amante de Claude, odiaba a Claudette por decirle a Claude que terminara la relación con él.

### La Noche de Drácula
La Noche de Drácula es un relato corto y una extensión a The Southern Vampire Mysteries. Publicada originalmente en Many Bloody Returns. Este relato no afecta la línea argumental de las novelas.
Sinopsis
El bar de vampiros de Eric, Fangtasia, celebra todos los años una fiesta para que los vampiros honren la Noche de Drácula, en honor del infame Conde Drácula. De acuerdo a la leyenda, el Conde elegirá una fiesta entre todas las del mundo para congraciarla con su presencia. Los personajes del libro se divierten ante la esperanza infantil que tiene Eric de que el Conde irá a su fiesta, tal como Linus del cómic Peanuts espera en vano saludar a la Gran Calabaza.
Personajes
Personajes principales
- Sookie Stackhouse: Humana, telépata y camarera de un bar local.
- Bill Compton: Vampiro y exnovio de Sookie.
- Eric Northman: Vampiro sheriff del Área Cinco de Lousiana. Es el anfitrión de una fiesta que celebra la conversión de Drácula en un vampiro.

### Respuestas monosilábicas
Respuestas monosilábicas es un relato corto y una extensión a The Southern Vampire Mysteries. Publicada originalmente en Bite. Introduce el tema de la muerte de Hadley, que comienza los eventos en el sexto libro de la saga, Definitivamente muerta.
Sinopsis
En Respuestas monosilábicas, el misterioso Sr. Cataliades aparece en una limusina en la casa de Sookie portando las noticias de la muerte de su prima Hadley. La rebelde Hadley no había mantenido contacto con la familia en años, así que ellos desconocían que se había convertido en vampira hacía mucho tiempo. Tampoco sabían que era la amante de la vampira Reina de Louisiana, Sophie-Anne Leclerq. Parece ser que Waldo, antiguo lacayo de la Reina, estaba celoso de la posición de Hadley, y la llevó engañada a un cementerio donde la asesinó. El Sr. Cataliades informa a Sookie que Waldo ha sido capturado, y que su castigo está en sus manos - ella debe decidirlo. Su respuesta le sorprende, y Sookie percibe que también sorprende al ocupante escondido de la limusina: la Reina.
Personajes
Personajes principales
- Sookie Stackhouse: Humana, telépata y camarera de un bar local.
- Bill Compton: Vampiro y exnovio de Sookie.

Personajes recurrentes
- Sophie-Anne Leclerq: La vampira Reina de Lousiana y antigua amante de Hadley.
- Mr. Cataliades: Abogado que trabaja para Sophie-Anne Leclerq, llevando frecuentemente sus negocios.
- Bubba: Bubba es Elvis Presley convertido en vampiro.

Personaje no recurrente
- Waldo: Antiguo lacayo de Sophie-Anne, estaba violentamente celoso de la posición de Hadley como amante de la Reina.

### Afortunadas
Afortunadas es un relato corto y una extensión a The Southern Vampire Mysteries. Publicado originalmente en Unusual Suspects. Aunque dos personajes de este relato se mencionan por encima en un libro posterior, la línea argumental no se ve afectada de ninguna manera.
Sinopsis
El agente de seguros Greg Aubert le pide a Sookie (y a su amiga bruja Amelia) que investiguen un allanamiento de su oficina. Le preocupa que alguien descubra que usa hechizos mágicos para proteger su propiedad y sus clientes. Amelia y Sookie descubren que el allanamiento fue solamente la hija de Greg con su reservado novio, que es de hecho un vampiro recién convertido. Sin embargo, Sookie también descubre que otros dos agentes de seguros de la ciudad han sufrido allanamientos, y que todos están recibiendo una cantidad excesiva de reclamaciones que podrían sacarles del negocio. Parece ser que los hechizos de Greg están gastando toda la suerte de la ciudad.
Personajes
Personajes principales
- Sookie Stackhouse: Humana, telépata y camarera de un bar local.
- Bill Compton: Vampiro y exnovio de Sookie.

Personaje recurrente
- Amelia Broadway: Bruja que comparte piso con Sookie.

Personaje no recurrente
- Greg Aubert: Agente de seguros

### Papel de regalo
Papel de regalo es un relato corto y una extensión a The Southern Vampire Mysteries. Publicado originalmente en 'Wolfsbane and Mistletoe. No afecta de ninguna manera a la línea argumental de las novelas, aunque en un libro posterior Sookie tiene vagos recuerdos de estos eventos.
Sinopsis
En Papel de regalo, Sookie se encuentra sola para Navidad. Su hermano y sus mejores amigos tienen sus propios planes, y ella perversamente ha decidido no pedirles una invitación. Recuerda que la noche anterior escuchó un ruido en el bosque, y sale a investigar. Encuentra a Preston, un hombre desnudo, embarrado y ensangrentado, que sin embargo es muy atractivo. Para salvarlo de más daños, se lo lleva a su casa y lo esconde de los hombres-lobo que llegan buscándolo. Cuando él empieza a besarla, le cuenta que pretenda haberlo encontrado envuelto en papel de regalo debajo del árbol, y ella sucumbe a su encanto. En el día de Navidad, ella se alivia al encontrar una nota de despedida suya. Su bisabuelo Niall Brigant aparece en su porche, sorprendiéndola con su compañía. En los bosques tras la casa, Preston y un hombre-lobo hablan sobre Niall contratándoles para proporcionarle una placentera Nochebuena, preparando el escenario a su personalidad, y usando algo de magia de hadas para atraerla.
Personajes
Personaje principal
- Sookie Stackhouse: Humana, telépata y camarera en un bar local.

Personaje recurrente
- Niall Brigant: Hada y misterioso bisabuelo de Sookie, que aparece esporádicamente.

Personaje no recurrente
- Preston: Hombre herido que Sookie encuentra en los bosques, sin saber que es un hada.